# Aldona Kut
Aldona Kut, auch Aldona Roza Kut (* 1976 in Przemyśl, Polen) ist eine polnische Malerin, Modedesignerin und Bühnenbildnerin.
Aldona Kut bewegt sich thematisch zwischen angewandter Kunst (Design) und freier Kunst. 

## Leben und Werk
Von 1994 bis 1996 besuchte Aldona Kut die Schule für Modedesign in Krakau. 1995 begann sie ein Studium der Kunsterziehung an der Pädagogischen Akademie in Krakau, das sie 2000 mit einem Diplom bei Stanisław Sobolewski abschloss. Parallel zu diesem Studium studierte sie ab 1997 an der Akademie der Bildenden Künste Krakau Malerei, was sie 2002 mit Diplom bei Leszek Misiak abschloss. Ein Erasmus-Stipendium führt sie 2001 an die Akademie der Bildenden Künste Nürnberg. Von 2000 bis 2003 studierte Kut parallel zur Malerei auch Bühnenbild an der Akademie der Bildenden Künste. Ihr Diplom Bühnenbild legte sie 2003 bei Andrej Majewski-Kreutz ab. Von 2004 bis 2005 arbeitete Aldona Kut als Designerin bei dem Unternehmen Fama in Krakau. Ihr viertes Studium der Architektur und Stadtforschung an der Akademie der Bildenden Künste in Nürnberg von 2006 bis 2008 beendete sie mit einem Master of Arts.
Mit ihren absolvierten Ausbildungen in Modedesign, Kunsterziehung, Malerei, Bühnenbild und Architektur blickt Aldona Kut aus unterschiedlichen Perspektiven auf die Welt und die Dinge der Welt. Ihre Arbeiten berühren das Performative, Skulpturale und Soziale gleichermaßen.
Für ihren Katalog Aldona Kut – Indeks, der anlässlich ihres Stipendiumaufenthalts 2010 im Internationalen Künstlerhaus Villa Concordia Bamberg erschien, entwickelte Kut das Buchkonzept und spielte mit unterschiedlichen Möglichkeiten des Blätterns. Das Buch ist ein Leporello mit einer Länge von fast 12 Metern. Dieses zusammenhängende Papierband fordert die Interaktion des Lesers beim Blättern heraus: Neue Bildstrecken lassen sich erzeugen, neue Seiten nebeneinander legen. Das Buch kann aber auch wie ein ganz normales Buch von Seite zu Seite geblättert werden.

## Einzelausstellungen (Auswahl)
- 2010: LID, Internationales Künstlerhaus Villa Concordia, Bamberg
- 2010: SPOIWO – Salon Series, Orangerie der Residenz Würzburg
- 2010: Aussenfutter, Forum Kunst Rottweil
- 2007: Malerei und Zeichnung, Galerie mit der blauen Tür, Nürnberg
- 2003: Hommage für Keith Jarrett, Szara, Krakau
- 2002: Spuren, Nürnberger Haus, Krakau

## Gruppenausstellungen (Auswahl)
- 2016: Aldona Kut und Sebastian Kuhn, Galerie Allerart, Bludenz
- 2011: Werkschau auf AEG, Nürnberg
- 2010: viermaleins, Kunstgalerie Fürth, mit Sebastian Kuhn, Tobias Lehner und Matthias Wohlgenannt
- 2009: Koncept Textil, Kunstmuseum Erlangen
- 2008: Das letzte Hemd, Forum Kunst Rottweil
- 2007: Pyonjang Study, AdBK Nürnberg
- 2003: Scheideweg, Viking Haus, Dublin, Irland
- 2003: Malerei und Skulptur, Helmdange, Luxemburg

## Performances (Auswahl)
- 2012: Aussenfutter, E.T.A.-Hoffmann-Theater, Bamberg
- 2011: First Reception, Kunstverein Ravensburg
- 2010: First Reception, Neues Museum, Nürnberg
- 2008: First Reception, Das letzte Hemd, Forum Kunst Rottweil
- 2008: First Reception, Galeriehaus Defet, Nürnberg

## Auszeichnungen / Stipendien
- 2015: Soroptimist-Kunstpreis in der Europäischen Metropolregion Nürnberg[3]
- 2011: Internationales Künstlerhaus Villa Concordia, Bamberg
- 2010: red dot award: communication design für den Katalog INDEKS
- 2007: Pyonjang Study, Smurfit-Kappa Förderpreis, AdBK Nürnberg
- 2001: Socrates – Erasmus Stipendium, AdBK Nürnberg